# Osaka (nummer)
"Osaka" is een nummer van de Nederlandse band The Shoes. Het nummer verscheen op hun album Let The Shoes Shine In uit 1970. In maart van dat jaar werd het uitgebracht als de vierde single van het album.

## Achtergrond
De muziek van "Osaka" is geschreven door basgitarist Jan Versteegen, terwijl de tekst is geschreven door Jerry Voisin. Het is geproduceerd door Freddy Haayen. Met het nummer haakte de band in op de wereldtentoonstelling van 1970, die in de Japanse stad Osaka werd gehouden. Het nummer gaat echter niet over de stad, maar over een vrouw genaamd Osaka.
"Osaka" werd een grote hit in Nederland, waar het de zesde plaats in de Top 40 en de zevende plaats in de Hilversum 3 Top 30 bereikte. In Vlaanderen werd daarnaast de twintigste plaats in de voorloper van de Ultratop 50 gehaald. Daarnaast behaalde de single grote successen in Italië; waar de band dit zag als het begin van het succes, was dit hun enige hit in het land. Voor Shoes-zanger Theo van Es is het echter een van zijn minst favoriete nummers om live te zingen.

## Hitnoteringen

### Nederlandse Top 40
| Hitnotering: 11-04-1970 t/m 13-06-1970 | Hitnotering: 11-04-1970 t/m 13-06-1970 | Hitnotering: 11-04-1970 t/m 13-06-1970 | Hitnotering: 11-04-1970 t/m 13-06-1970 | Hitnotering: 11-04-1970 t/m 13-06-1970 | Hitnotering: 11-04-1970 t/m 13-06-1970 | Hitnotering: 11-04-1970 t/m 13-06-1970 | Hitnotering: 11-04-1970 t/m 13-06-1970 | Hitnotering: 11-04-1970 t/m 13-06-1970 | Hitnotering: 11-04-1970 t/m 13-06-1970 | Hitnotering: 11-04-1970 t/m 13-06-1970 | Hitnotering: 11-04-1970 t/m 13-06-1970 |
| Week                                   | 1                                      | 2                                      | 3                                      | 4                                      | 5                                      | 6                                      | 7                                      | 8                                      | 9                                      | 10                                     |                                        |
| -------------------------------------- | -------------------------------------- | -------------------------------------- | -------------------------------------- | -------------------------------------- | -------------------------------------- | -------------------------------------- | -------------------------------------- | -------------------------------------- | -------------------------------------- | -------------------------------------- | -------------------------------------- |
| Positie                                | 26                                     | 14                                     | 11                                     | 9                                      | 7                                      | 6                                      | 8                                      | 15                                     | 27                                     | 36                                     | uit                                    |

### Hilversum 3 Top 30
| Hitnotering: 18-04-1970 t/m 06-06-1970 | Hitnotering: 18-04-1970 t/m 06-06-1970 | Hitnotering: 18-04-1970 t/m 06-06-1970 | Hitnotering: 18-04-1970 t/m 06-06-1970 | Hitnotering: 18-04-1970 t/m 06-06-1970 | Hitnotering: 18-04-1970 t/m 06-06-1970 | Hitnotering: 18-04-1970 t/m 06-06-1970 | Hitnotering: 18-04-1970 t/m 06-06-1970 | Hitnotering: 18-04-1970 t/m 06-06-1970 | Hitnotering: 18-04-1970 t/m 06-06-1970 |
| Week                                   | 1                                      | 2                                      | 3                                      | 4                                      | 5                                      | 6                                      | 7                                      | 8                                      |                                        |
| -------------------------------------- | -------------------------------------- | -------------------------------------- | -------------------------------------- | -------------------------------------- | -------------------------------------- | -------------------------------------- | -------------------------------------- | -------------------------------------- | -------------------------------------- |
| Positie                                | 18                                     | 13                                     | 8                                      | 8                                      | 7                                      | 7                                      | 10                                     | 21                                     | uit                                    |

### NPO Radio 2 Top 2000
| Nummer met noteringen in de NPO Radio 2 Top 2000 | '01  | '02  | '03  | '04  | '05  | '06  | '07  | '08  | '09  | '10  | '11  | '12  | '13  | '14  |
| ------------------------------------------------ | ---- | ---- | ---- | ---- | ---- | ---- | ---- | ---- | ---- | ---- | ---- | ---- | ---- | ---- |
| Osaka                                            | 1540 | 1812 | 1413 | 1629 | 1379 | 1641 | 1635 | 1586 | 1624 | 1784 | 1297 | 1472 | 1919 | 1725 |

1. ↑  Een vetgedrukt getal geeft de hoogste notering aan.
2. ↑  2001 was het eerste jaar met een notering voor dit nummer.
3. ↑  Deze tabel is bijgewerkt tot en met de laatste editie (2024).